# Vail Resorts
Vail Resorts, Inc. is een Amerikaans beursgenoteerd bedrijf gevestigd in Broomfield (Colorado). Vail Resorts is eigenaar en uitbater van verschillende wintersportgebieden en luxehotels. Daarnaast is het bedrijf actief als projectontwikkelaar. Door overnames is Vail Resort eigenaar en uitbater van het grootste skigebied van Noord-Amerika, Whistler Blackcomb, en het grootste skigebied van het zuidelijk halfrond, Perisher Ski Resort. In september 2019 kocht Vail 17 skigebieden over van Peak Resorts, waardoor ze haar positie in de oostelijke Verenigde Staten versterkte.

## Wintersportgebieden

### Australië
- Falls Creek
- Hotham Alpine Resort
- Perisher Ski Resort

### Canada
- Whistler Blackcomb

### Verenigde Staten
Californië
- Heavenly Mountain Resort
- Kirkwood Mountain Resort
- Northstar California

Colorado
- Beaver Creek Resort
- Breckenridge Ski Resort
- Crested Butte Mountain Resort
- Keystone Resort
- Vail Ski Resort

Indiana
- Paoli Peaks

Michigan
- Mount Brighton

Minnesota
- Afton Alps

Missouri
- Hidden Valley
- Snow Creek

New Hampshire
- Attitash Mountain
- Crotched Mountain
- Mount Sunapee Resort

New York
- Hunter Mountain

Ohio
- Alpine Valley
- Boston Mills/Brandywine Ski Resort
- Mad River Mountain

Pennsylvania
- Big Boulder
- Jack Frost
- Liberty Mountain Resort
- Roundtop Mountain Resort
- Whitetail Resort

Utah
- Park City Mountain Resort

Vermont
- Mount Snow
- Okemo Mountain Resort
- Stowe Mountain Resort

Washington
- Stevens Pass

Wisconsin
- Wilmot Mountain